# Averøya
Averøya  est une île appartenant à la commune de Averøy, du comté de Møre og Romsdal, dans la mer de Norvège.

## Description
Celle grande île de 165 km2 est situé au nord de la péninsule de Romsdal entouré par le Kornstadfjord (en) à l'ouest et le Kvernesfjord (en) au sud et à l'est. Les principaux villages de l'île comprennent Bruhagen, Kvernes, Kornstad, Kårvåg, Langøy et Bremsnes.
L'île est reliée au continent par la route de l'Atlantique, et elle est reliée à Kristiansund via le tunnel de l'océan Atlantique (en).